# Trofeo Ciudad de Barcelona
El Trofeo Ciudad de Barcelona es un torneo amistoso de fútbol, organizado por el Real Club Deportivo Espanyol con el apoyo del Ayuntamiento de Barcelona (España). El trofeo se disputa anualmente, durante el mes de agosto, y enfrenta al Espanyol con un equipo invitado, sirviendo como preparación de pretemporada para el equipo blanquiazul y para presentarse ante sus aficionados.

## Historia
El torneo se celebró por primera vez el año 1974 bajo el mandato de la presidencia de Don Manuel Meler. Entre 1974 y 1982 tuvo formato cuadrangular, y se celebraba en dos días: el primer día se disputaban las dos semifinales, y el segundo día se disputaba la final entre los ganadores de las dos semifinales del día anterior. Los perdedores de las semifinales disputaban un partido por el tercer y cuarto puesto. 
Desde 1983 se disputa a partido único, excepto en 1995, cuando se disputó en el formato de 3x1 (tres participantes disputaron tres partidos de 45 minutos).
Desde 1996 el torneo recibe también el nombre Memorial Fernando Lara, en homenaje a Fernando Lara Bosch, vicepresidente del club fallecido en accidente de tráfico.

La edición de 2009 no se disputó, al jugarse esa pretemporada el partido de inauguración del Estadio Cornellá-El Prat. Del mismo modo y, por decisión directiva, tampoco se disputó la edición de 2016.
El Espanyol es el club que ha ganado el torneo en más ocasiones.

## Palmarés

### Finales
| Año  | Campeón               | Subcampeón               | Resultado      |
| ---- | --------------------- | ------------------------ | -------------- |
| 1974 | Slovan Bratislava     | RCD Espanyol             | 4-1            |
| 1975 | RCD Espanyol          | Club Estudiantes         | 2-0            |
| 1976 | FC Dinamo Moscú       | RCD Espanyol             | 1-0            |
| 1977 | RCD Espanyol          | SK Rapid Vien            | 5-0            |
| 1978 | RCD Espanyol          | FC Universitatea Craiova | 3-2            |
| 1979 | RCD Espanyol          | Valencia CF              | 0-0 (pen.)     |
| 1980 | Real Zaragoza         | Cruz Azul                | 3-0            |
| 1981 | RCD Espanyol          | Puebla FC                | 4-1            |
| 1982 | FC Spartak Moscú      | RCD Espanyol             | 3-1            |
| 1983 | Real Madrid CF        | RCD Espanyol             | 5-1            |
| 1984 | RCD Espanyol          | Real Madrid CF           | 1-0            |
| 1985 | Real Madrid CF        | RCD Espanyol             | 5-3            |
| 1986 | RCD Espanyol          | Real Madrid CF           | 2-2 (pen.)     |
| 1987 | RCD Espanyol          | VfB Stuttgart            | 2-2 (pen.)     |
| 1988 | Real Madrid CF        | RCD Espanyol             | 1-0            |
| 1989 | FC Barcelona          | RCD Espanyol             | 2-1            |
| 1990 | RCD Espanyol          | Real Madrid CF           | 2-2 (pen.)     |
| 1991 | São Paulo FC          | RCD Espanyol             | 4-2            |
| 1992 | São Paulo FC          | RCD Espanyol             | 2-1            |
| 1993 | CR Vasco da Gama      | RCD Espanyol             | 3-1            |
| 1994 | AC Milan              | RCD Espanyol             | 3-0            |
| 1995 | Valencia CF           | RCD Espanyol             | 1-0            |
| 1996 | RCD Espanyol          | Real Madrid CF           | 2-1            |
| 1997 | RCD Espanyol          | AC Milan                 | 2-2 (pen.)     |
| 1998 | RCD Espanyol          | Atlético de Madrid       | 0-0 (pen.)     |
| 1999 | Udinese Calcio        | RCD Espanyol             | 1-1 (pen.)     |
| 2000 | RCD Espanyol          | Newcastle United         | 2-1            |
| 2001 | RCD Espanyol          | Olympiacos FC            | 3-0            |
| 2002 | AC Chievo Verona      | RCD Espanyol             | 0-0 (pen.)     |
| 2003 | Parma FC              | RCD Espanyol             | 1-1 (pen.)     |
| 2004 | RCD Espanyol          | Udinese Calcio           | 2-0            |
| 2005 | Olympique de Marsella | RCD Espanyol             | 2-1            |
| 2006 | RCD Espanyol          | SS Lazio                 | 2-0            |
| 2007 | RCD Espanyol          | Olympiacos FC            | 3-2            |
| 2008 | RCD Espanyol          | Udinese Calcio           | 1-0            |
| 2010 | RCD Espanyol          | UC Sampdoria             | 0-0 (6-5 pen.) |
| 2011 | RCD Espanyol          | CA Boca Juniors          | 3-1            |
| 2012 | RCD Espanyol          | Montpellier HSC          | 2-0            |
| 2013 | West Ham United FC    | RCD Espanyol             | 1-0            |
| 2014 | RCD Espanyol          | Genoa GFC                | 0-0 (5-4 pen.) |
| 2015 | RCD Espanyol          | Real Betis Balompié      | 1-1 (5-4 pen.) |
| 2016 | No disputado          | No disputado             | No disputado   |

### Títulos por club
| Club                  | Títulos |
| --------------------- | ------- |
| RCD Espanyol          | 23      |
| Real Madrid CF        | 3       |
| São Paulo FC          | 2       |
| ŠK Slovan Bratislava  | 1       |
| F. C. Dinamo Moscú    | 1       |
| Real Zaragoza         | 1       |
| FC Spartak Moscú      | 1       |
| CR Vasco da Gama      | 1       |
| A C. Milan            | 1       |
| FC Barcelona          | 1       |
| Udinese Calcio        | 1       |
| AC Chievo Verona      | 1       |
| Parma FC              | 1       |
| Olympique de Marsella | 1       |
| Valencia CF           | 1       |
| West Ham United FC    | 1       |